# Nacionalni park Great Sand Dunes
Nacionalni park Great Sand Dunes ((hrv.) Velike pješčane dine) jedan je od 58 nacionalnih parkova smještenih na području Sjedinjenih Američkih Država.

## Zemljopisni podaci
Ovaj je nacionalni park smješten u istočnim dijelovima okruga Alamosa i Saguache u američkoj saveznoj državi Colorado. Park je prvotno bio proglašen američkim nacionalnim spomenikom prirode da bi ga 13. rujna 2004. godine Kongres Sjedinjenih Američkih Država proglasio nacionalnim parkom i rezervatom prirode. Rasprostire se na oko 342,6 km2.

## Povijest
Velike pješčane dine su najviše dine na području Sjeverne Amerike. Uzdižu se do 230 metara visine iznad doline San Luis, pokrivaju oko 77 km2 površine nacionalnog parka, a pretpostavlja se da im je starost oko 12.000 godina.
Dine su nastale od pijeska i naslaga tla rijeke Rio Grande i njenih pritoka čiji se vodotok proteže dolinom San Luis. Tijekom stoljeća zapadni su vjetrovi raznosili čestice pijeska iz riječne ravnice. Kako je vjetar pred planinskim vijencem Sangre de Cristo gubio snagu, tako se pijesak taložio na istočnom rubu doline. Ovaj proces se nastavlja i još uvijek traje, a pješčane dine vremenom sve više rastu. Oblik dina se zahvaljujući vjetru mijenja svakodnevno.
Uz vanjski rub područja dina protječe nekoliko potoka koji nagrizaju rub polja dina a pijesak odnose nizvodno. Potočna voda nestaje u tlu, a pšijesak se taloži na površini odakle ga vjetar vraća natrag u područje s dinama.
Prema nekim pokazateljima ljudi su na području ovog nacionalnog parka nazočni već oko 11.000 godina. Prvi doseljenici u ovo područje bili su još u kameno doba lovci nomadi u potrazi za mamutima i bizonima koji su pasli u blizini parka. Lovci su se koristili kopljima i strijelama s kamenim naoštrenim vršcima. U parku su obitavali u sezoni lova a izbjegavali su ga tijekom sušnih razdoblja.
Indijanci su nastanjivali park još u vrijeme dolaska prvih španjolskih istraživača. Područje su na jeziku Uta nazivali Sowapophe-uvehe ((hrv.) zemlja koja se kreće naprijed i natrag).
Don Diego de Vargas je bio prvi Europljanin za kojeg se zna da je 1694. godine posjetio područje, no postoje pretpostavke da su 1598. godine ovo područje posjećivali lovci i stočari španjolskih kolonija s područja Novog Meksika.

## Ostale značajke
U parku se osim pješčanih dina nalazi i nekoliko jezera, tundra, šest vrhova viših od 3.950 metara, stare smrekove i borove šume, travnjaci i močvare - staništa raznovrsne divljači i biljaka.

## Vanjske poveznice
- Great Sand Dunes Alamosa Couny (engl.)  Arhivirana inačica izvorne stranice od 25. listopada 2010. (Wayback Machine)
- Great Sand Dunes National Park gallery (engl.)

## Ostali projekti
|  | Zajednički poslužitelj ima stranicu o temi Nacionalni park Great Sand Dunes    |
|  | Zajednički poslužitelj ima još gradiva o temi Nacionalni park Great Sand Dunes |